# Türkiye Futbol Şampiyonası
Türkiye Futbol Şampiyonası oder Türkiye Futbol Birinciliği (deutsch Türkische Fußballmeisterschaft) war von 1924 bis 1951 die höchste Spielklasse im türkischen Fußball.

## Geschichte
Sie wurde 1924 zum ersten Mal seitens des türkischen Fußballverbandes ausgetragen. Die folgenden zwei Jahre konnte die Meisterschaft aufgrund nicht ausreichender Mittel nicht ausgetragen werden. Die Reisekosten in die Hauptstadt Ankara – in der in den ersten beiden Saisons sämtliche Spiele stattfanden – konnten sich die Vereine damals nicht leisten. 1927 wurde die zweite Saison ausgetragen, nachdem die Regierung die Reisekosten der Vereine finanzierte. Die dritte Saison erfolgte einige Jahre später in 1932. Die Meisterschaft wurde vier Jahre lang ohne Unterbrechung ausgetragen, um dann wieder für vier Jahre ausgesetzt zu werden.
In dieser Zeitspanne jedoch wurde 1937 die Millî Küme (deutsch: Nationale Liga) im türkischen Fußball eingeführt. Ab 1940 existierten beide landesweiten Meisterschaften zeitgleich bis 1950. Unterschied zwischen den beiden Wettbewerben war der Spielmodus. Während die Millî Küme im Ligamodus ausgetragen wurde, wurde der türkische Fußballmeister in der Türkiye Futbol Şampiyonası im K.-o.-System (Pokalsystem) ermittelt. 1944 wurde die Başbakanlık Kupası (deutsch: Premierminister-Pokal) eingeführt, der bis 1950 als Superpokal zwischen den zwei Landesmeistern ausgetragen wurde.
1951 war die letzte ausgetragene Saison des Wettbewerbs. Im selben Jahr noch wurde der türkische Fußball offiziell professionell. Danach wurde die Meisterschaft unter dem Namen Türkiye Amatör Futbol Şampiyonası (deutsch Türkische Amateurmeisterschaft) mit einem komplett anderen Status fortgeführt. Ab diesem Jahr nahmen nur noch Amateurmannschaften teil und die Meisterschaft war nicht länger die höchste Spielklasse im türkischen Fußball.
Erfolgreichste Vereine sind Fenerbahçe Istanbul und Harp Okulu Ankara mit jeweils drei Titeln.

## Austragungsmodus
Die Meisterschaft wurde generell im K.-o.-System (Pokalsystem) ausgetragen. Der Sieger jeder K.-o.-Runde wurde meistens in nur einem Spiel ermittelt, das oft auf neutralem Platz angesetzt war. War auch nach Verlängerung keine Entscheidung gefallen, gab es ein Wiederholungsspiel, ebenfalls auf neutralem Boden. Teilnahmeberechtigt waren die Meister der der TFF angeschlossenen lokalen und regionalen Ligen.

## Meister
| Jahr | Meister                                                                 | Vizemeister                                                             |
| ---- | ----------------------------------------------------------------------- | ----------------------------------------------------------------------- |
| 1924 | Harbiye Istanbul (1)                                                    | Bahriye Istanbul                                                        |
| 1925 | Aufgrund finanzieller Schwierigkeiten nicht ausgetragen.                | Aufgrund finanzieller Schwierigkeiten nicht ausgetragen.                |
| 1926 | Aufgrund finanzieller Schwierigkeiten nicht ausgetragen.                | Aufgrund finanzieller Schwierigkeiten nicht ausgetragen.                |
| 1927 | Muhafızgücü Ankara (1)                                                  | Altınordu Izmir                                                         |
| 1928 | Aufgrund finanzieller Schwierigkeiten nicht ausgetragen.                | Aufgrund finanzieller Schwierigkeiten nicht ausgetragen.                |
| 1929 | Aufgrund finanzieller Schwierigkeiten nicht ausgetragen.                | Aufgrund finanzieller Schwierigkeiten nicht ausgetragen.                |
| 1930 | Aufgrund finanzieller Schwierigkeiten nicht ausgetragen.                | Aufgrund finanzieller Schwierigkeiten nicht ausgetragen.                |
| 1931 | Aufgrund finanzieller Schwierigkeiten nicht ausgetragen.                | Aufgrund finanzieller Schwierigkeiten nicht ausgetragen.                |
| 1932 | İstanbulspor (1)                                                        | Altınordu Izmir                                                         |
| 1933 | Fenerbahçe Istanbul (1)                                                 | İzmirspor                                                               |
| 1934 | Beşiktaş Istanbul (1)                                                   | Altay İzmir                                                             |
| 1935 | Fenerbahçe Istanbul (2)                                                 | Altınordu Izmir                                                         |
| 1936 | Aufgrund der Einführung der Millî Küme nicht ausgetragen.               | Aufgrund der Einführung der Millî Küme nicht ausgetragen.               |
| 1937 | Aufgrund der Einführung der Millî Küme nicht ausgetragen.               | Aufgrund der Einführung der Millî Küme nicht ausgetragen.               |
| 1938 | Aufgrund der Einführung der Millî Küme nicht ausgetragen.               | Aufgrund der Einführung der Millî Küme nicht ausgetragen.               |
| 1939 | Aufgrund der Einführung der Millî Küme nicht ausgetragen.               | Aufgrund der Einführung der Millî Küme nicht ausgetragen.               |
| 1940 | Eskişehir Demirspor (1)                                                 | Fenerbahçe Istanbul                                                     |
| 1941 | Gençlerbirliği Ankara (1)                                               | Beşiktaş Istanbul                                                       |
| 1942 | Harp Okulu Ankara (2)                                                   | Göztepe Izmir                                                           |
| 1943 | Nicht ausgetragen                                                       | Nicht ausgetragen                                                       |
| 1944 | Fenerbahçe Istanbul (3)                                                 | Harp Okulu Ankara                                                       |
| 1945 | Harp Okulu Ankara (3)                                                   | İzmit Harp Filosu                                                       |
| 1946 | Gençlerbirliği Ankara (2)                                               | Beşiktaş Istanbul                                                       |
| 1947 | Ankara Demirspor (1)                                                    | Fenerbahçe Istanbul                                                     |
| 1948 | Aufgrund der Olympischen Sommerspiele 1948 in London nicht ausgetragen. | Aufgrund der Olympischen Sommerspiele 1948 in London nicht ausgetragen. |
| 1949 | Ankaragücü (1)                                                          | Galatasaray Istanbul                                                    |
| 1950 | Göztepe Izmir (1)                                                       | Gençlerbirliği Ankara                                                   |
| 1951 | Beşiktaş Istanbul (2)                                                   | Altay İzmir                                                             |

## Anzahl Meisterschaftstitel
| Verein                | Meister | Vizemeister | Meisterschaftsjahre |
| --------------------- | ------- | ----------- | ------------------- |
| Fenerbahçe Istanbul   | 3       | 2           | 1933, 1935, 1944    |
| Harp Okulu Ankara     | 3       | 1           | 1924, 1942, 1945    |
| Beşiktaş Istanbul     | 2       | 2           | 1934, 1951          |
| Gençlerbirliği Ankara | 2       | 1           | 1941, 1946          |
| Göztepe Izmir         | 1       | 1           | 1950                |
| Muhafızgücü Ankara    | 1       | –           | 1927                |
| İstanbulspor          | 1       | –           | 1932                |
| Eskişehir Demirspor   | 1       | –           | 1940                |
| Ankara Demirspor      | 1       | –           | 1947                |
| Ankaragücü            | 1       | –           | 1949                |
| Altınordu Izmir       | –       | 3           |                     |
| Altay İzmir           | –       | 2           |                     |
| Bahriye Istanbul      | –       | 1           |                     |
| İzmirspor             | –       | 1           |                     |
| İzmit Harp Filosu     | –       | 1           |                     |
| Galatasaray Istanbul  | –       | 1           |                     |

## Weblink
- Evimizde Tarih: Türkiye Futbol Birinciliği Maçları, Mahalle Arasında Üç-Beş Takımla Oynanmadı …! (Prof. Dr. Vahdettin Engin) auf YouTube, 27. August 2023 (türkisch; Laufzeit: 29:07 min.).